# 비야리카산

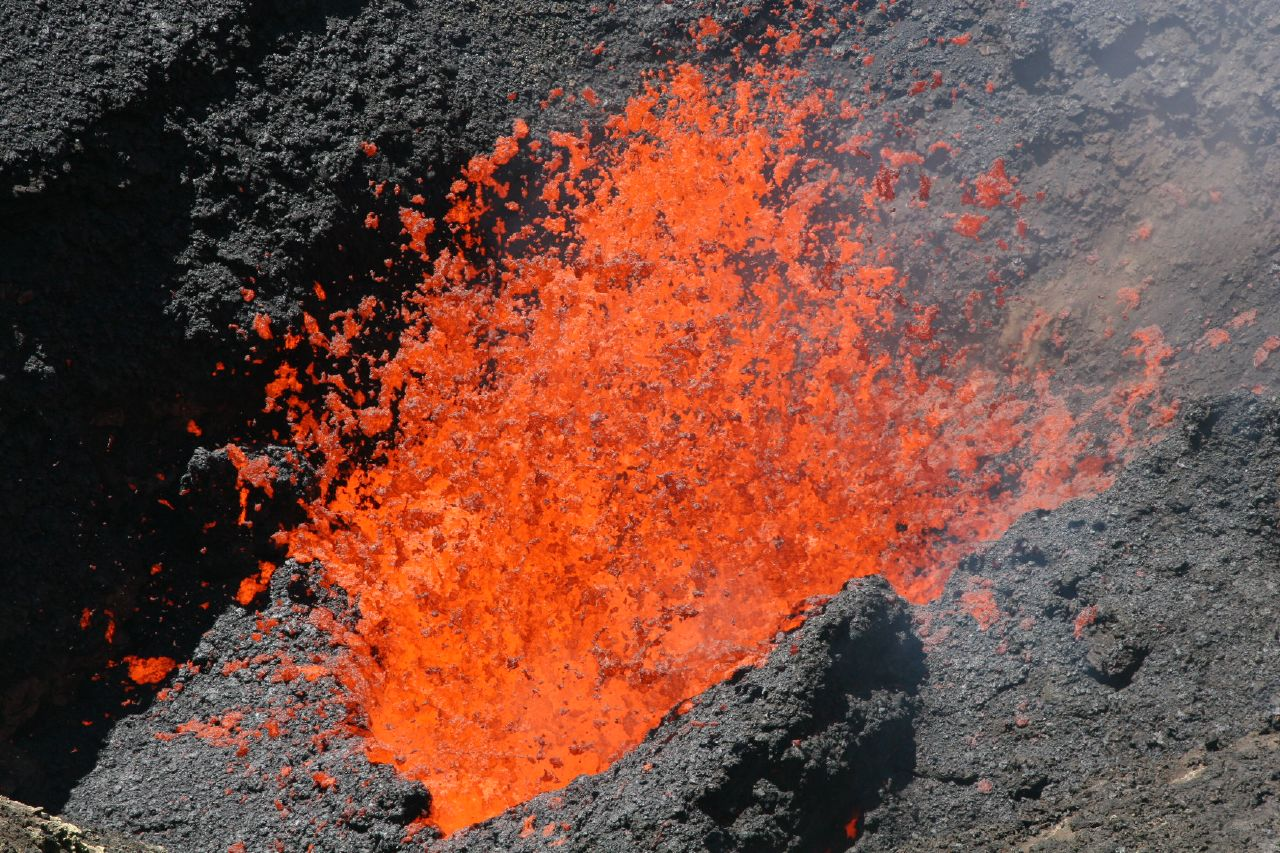
비야리카 산의 용암 분수

비야리카산(Villarrica)은 칠레 남부에 있는 큰 성층 화산으로, 높이는 2,860m이다. 여전히 활동하는 활화산이다. 이곳은 칠레의 화산들 중에서도 활동이 가장 활발한 화산 중 하나로 꼽히며, 때때로 산정 화구에서 용암을 동반한 분화를 일으키기도 한다. 화구 안에는 용암호가 나타나기도 하며, 분석구가 형성되는 경우도 있다.
많은 관광객들은 등산을 하러 이 곳을 찾으며, 2016년에 마지막으로 분화하였다. 비야리카라는 이름은 화산 옆에 비야리카라는 이름의 도시가 있어 붙은 이름이다.